# Superliga (calcio a 5)
La Superliga è la massima competizione riservata a squadre maschili di calcio a 5 della Russia. È organizzata dalla Federazione calcistica della Russia con cadenza annuale. La lega fu istituita nel 1992, in seguito alla dissoluzione dell'Unione Sovietica; inizialmente chiamata Vysšaja Liga, nel 2003 assunse la denominazione di Superliga.

## Storia
Il campionato russo, tra i più competitivi di quelli europei, prosegue di fatto la tradizione sovietica del calcio a 5, avviata in maniera strutturata proprio nell'ultimo anno di esistenza dell'Unione Sovietica. Il primo campionato ufficiale fu infatti istituito nel 1991 e vide trionfare il KSM-24 Mosca davanti a Metallurg e Agros-Intex. L'anno seguente fu giocato un campionato unico per le squadre della Comunità degli Stati Indipendenti che fu vinto dalla Dina Mosca. Nella stagione 1992-93 fu istituita la "Vysšaja Liga", cioè la prima divisione nazionale russa, che da allora è stata disputata regolarmente con cadenza annuale. A partire dalla stagione 2003-04 la competizione è stata denominata "Superliga". Durante il campionato 2009-10 in Russia vengono sperimentate le partite da 50 minuti.

## Albo d'oro
- 1992-1993:  Dina Mosca (1)
- 1993-1994:  Dina Mosca (2)
- 1994-1995:  Dina Mosca (3)
- 1995-1996:  Dina Mosca (4)
- 1996-1997:  Dina Mosca (5)
- 1997-1998:  Dina Mosca (6)
- 1998-1999:  Dina Mosca (7)
- 1999-2000:  Dina Mosca (8)
- 2000-2001:  Spartak Mosca (1)
- 2001-2002:  Noril'skij Nikel' (1)
- 2002-2003:  Dinamo Mosca (1)
- 2003-2004:  Dinamo Mosca (2)
- 2004-2005:  Dinamo Mosca (3)
- 2005-2006:  Dinamo Mosca (4)
- 2006-2007:  Dinamo Mosca (5)
- 2007-2008:  Dinamo Mosca (6)
- 2008-2009:  VIZ-Sinara (1)
- 2009-2010:  VIZ-Sinara (2)
- 2010-2011:  Dinamo Mosca (7)
- 2011-2012:  Dinamo Mosca (8)

- 2012-2013:  Dinamo Mosca (9)
- 2013-2014:  Dina Mosca (9)
- 2014-2015:  Gazprom Jugra (1)
- 2015-2016:  Dinamo Mosca (10)
- 2016-2017:  Dinamo Mosca (11)
- 2017-2018:  Gazprom Jugra (2)
- 2018-2019:  Tjumen' (1)
- 2019-2020:  KPRF Mosca (1)
- 2020-2021:  Sinara (3)
- 2021-2022:  Gazprom Jugra (3)
- 2022-2023:  KPRF Mosca (2)
- 2023-2024:  Gazprom Jugra (4)

## Capocannonieri
| Stagione | Nazione            | Giocatore           | Squadra           | Reti |
| -------- | ------------------ | ------------------- | ----------------- | ---- |
| 1992-93  | Russia (bandiera)  | Konstantin Erëmenko | Dina Mosca        | 74   |
| 1993-94  | Russia (bandiera)  | Konstantin Erëmenko | Dina Mosca        | 91   |
| 1994-95  | Russia (bandiera)  | Konstantin Erëmenko | Dina Mosca        | 56   |
| 1995-96  | Russia (bandiera)  | Konstantin Erëmenko | Dina Mosca        | 51   |
| 1996-97  | Russia (bandiera)  | Konstantin Erëmenko | Dina Mosca        | 54   |
| 1997-98  | Russia (bandiera)  | Konstantin Erëmenko | Dina Mosca        | 55   |
| 1998-99  | Russia (bandiera)  | Konstantin Erëmenko | Dina Mosca        | 60   |
| 1999-00  | Brasile (bandiera) | Jorginho            | GKI Gazprom       | 32   |
| 2000-01  | Russia (bandiera)  | Andrej Šabanov      | VIZ Ekaterinburg  | 32   |
| 2001-02  | Russia (bandiera)  | Sergej Ivanov       | Noril'skij Nikel' | 53   |
| 2002-03  | Russia (bandiera)  | Sergej Ivanov       | Noril'skij Nikel' | 57   |
| 2003-04  | Ucraina (bandiera) | Serhij Koridze      | Dina Mosca        | 57   |
| 2004-05  | Brasile (bandiera) | Kaká                | Spartak Ščëlkovo  | 49   |
| 2005-06  | Brasile (bandiera) | Serjão              | Spartak Mosca     | 42   |
| 2006-07  | Brasile (bandiera) | Vander Carioca      | Noril'skij Nikel' | 54   |
| 2007-08  | Brasile (bandiera) | Éder Lima           | TTG Jugorsk       | 73   |
| 2008-09  | Brasile (bandiera) | Éder Lima           | TTG Jugorsk       | 59   |
| 2009-10  | Russia (bandiera)  | Cirilo              | Dinamo Jamal      | 26   |
| 2010-11  | Russia (bandiera)  | Éder Lima           | Gazprom Jugra     | 34   |
| 2011-12  | Brasile (bandiera) | Fernandinho         | Dinamo Mosca      | 33   |

| Stagione | Nazione            | Giocatore         | Squadra           | Reti |
| -------- | ------------------ | ----------------- | ----------------- | ---- |
| 2012-13  | Brasile (bandiera) | Ferrão            | Tjumen'           | 37   |
| 2013-14  | Russia (bandiera)  | Éder Lima         | Gazprom Jugra     | 46   |
| 2014-15  | Brasile (bandiera) | Fernandinho       | Dinamo Mosca      | 84   |
| 2015-16  | Brasile (bandiera) | Fernandinho       | Dinamo Mosca      | 55   |
| 2016-17  | Brasile (bandiera) | Esquerdinha       | Dina Mosca        | 38   |
| 2017-18  | Russia (bandiera)  | Ruslan Kudziev    | Sibirjak          | 48   |
| 2018-19  | Russia (bandiera)  | Ruslan Kudziev    | Noril'skij Nikel' | 50   |
| 2019-20  | Russia (bandiera)  | Valerij Dëmin     | Sinara            | 31   |
| 2020-21  | Russia (bandiera)  | Sergej Abramov    | Sinara            | 51   |
| 2021-22  | Russia (bandiera)  | Anton Sokolov     | Sinara            | 38   |
| 2022-23  | Russia (bandiera)  | Ruslan Kudziev    | Noril'skij Nikel' | 56   |
| 2023-24  | Armenia (bandiera) | Felipe Paradynski | Ukhta             | 77   |